# Гиннесс, Дафна
Да́фна Гиннесс(англ. Daphne Guinness, полное имя Дафна Сюзанна Диана Джоан Гиннесс, англ. Daphne Suzannah Diana Joan Guinness; род. 9 ноября 1967) — светская львица, модель, дизайнер, коллекционер одежды, обозреватель, наследница империи Guinness.

## Биография
Дафна Гиннесс родилась в семье наследника пивоваренного завода Джонатана Гиннесса (ранее известного как лорд Мойн) и его второй жены Сюзанны Лисни. Детство провела в богемной обстановке. Лето любила проводить в Испании, в доме Сальвадора Дали. Юность прошла в Нью-Йорке в окружении Энди Уорхола и Яна Шрагера (см. Студия 54).

## Личная жизнь
В 1987 году вышла замуж за Спироса Ниаркоса, родила троих детей: 
- Николас (1989),
- Алексис (1991),
- Инес (1995).

В 1999 году, после 12 лет брака, они развелись, при этом Гиннесс получила 20 миллионов фунтов стерлингов отступных.
Близкие отношения между Гиннесс и женатым французским интеллектуалом Бернардом-Анри Леви стали чем-то вроде общеизвестного секрета среди большинства американских обозревателей с 2008 года. 13 июля 2010 года Дафна Гиннесс дала подтверждение этой истории британской прессе. В 2011 году в февральском выпуске американского Harper’s Bazaar, друг Гиннесс, модный писатель Дерек Бласберг, процитировал слова Дафны касательно Леви: «Вполне очевидно, что он любовь всей моей жизни».

## Деятельность
В 2006 году в сотрудничестве с лондонским Dover Street Market запустила собственную линию одежды, под названием Daphne. Выступила продюсером фильма «Возврат» (номинированного на премию «Оскар»).
8 декабря 2009 появилась в клипе Кида Кади Pursuit of Happiness.
В 2009 выпустила аромат Comme Des Garsons (рекламный ролик Mnemosyne, был номинирован на премию Webby Award). С этого же года является лицом коллекции аксессуаров Akris и косметики Nars.
В 2010 году выкупила на аукционе Christie’s весь гардероб Изабеллы Блоу, покончившей жизнь самоубийством в 2007 году.
Снялась в главной роли в фильме «Убийство Джин Сиберг», вышедшем в 2011 году.
Вместе с дизайнером драгоценностей Шоном Лином создала уникальное ювелирное изделие Contra Mundum («Против всего мира») — изготовленную по размеру её руки перчатку, сплетённую из стальной проволоки и инкрустированную 5-ю тысячами бриллиантов общим весом 18 каратов (выставлена в галерее White Cybe).
В качестве модели появлялась в журналах Vogue, Interview, Purple Fashion, V Magazine, Harper’s Bazaar и др.
В 2018 году участвовала в рекламной кампании осенне-зимней коллекции модного дома Balmain.

### Благотворительность
Проводила аукцион, на котором распродала одежду и аксессуары из своей коллекции. Все вырученные деньги были переданы в благотворительный фонд Womankind, занимающийся проблемами женщин в развивающихся странах.
В 2010 году приняла участие вместе с другими звёздами в кампании по сбору средств на лечение детей больных СПИДом (приостановив 1 декабря действие своих аккаунтов в Twitter и других социальных сетях).
В 2011 году присутствовала на благотворительном балу White Fairy Tale Love Ball, организованном Натальей Водяновой в Париже.

## Признание
С 16 сентября 2011 года по январь 2012 года в нью-йоркском Fashion Institute of Technology проходила выставка Daphne Guinness on View. Всего было представлено около ста экспонатов, среди которых вещи созданные в разное время, такими модными домами, как: Alexander McQueen, Azzedine Alaia, Tom Ford, Dolce & Gabbana, Rick Owens, Gareth Pugh, Chanel, Christian Dior, Givenchy, Valentino и другие. Также была выпущена книга, посвящённая выставке.